# Clase turista: el mundo según los argentinos
Clase turista: el mundo según los argentinos es un programa de televisión argentino ganador del premio Martín Fierro, del tipo docu-reality emitido por la cadena Telefe y producida por Eyeworks-Cuatro Cabezas. La primera temporada se emitió los miércoles a las 23:30 GMT-3, hasta las 0:30. Desde el 21 de septiembre de 2010 cambió a ser emitido los martes en ese horario. La segunda temporada arrancó el viernes 5 de agosto de 2011, emitiéndose todos los viernes a las 22:45, cambiando nuevamente desde el 4 de noviembre de ese mismo año, que comenzó a emitirse a las 23:15.

## Formato
El programa elige un destino en una parte del mundo por programa y en ese lugar una selección de argentinos viviendo y trabajando allí. A lo largo del programa, éstos cuentan sus historias y muestran la ciudad, según su óptica y vivencias; las experiencias en aquel país y los lugares turísticos más importantes. Su primera temporada cuenta con 27 destinos diferentes, y a partir del 5 de octubre se empezaron a repetir los destinos. Algunos destinos son Tokio, París, Nueva York y Ciudad del Cabo. A partir del 5 de agosto de 2011, comenzó la 2ª temporada. Algunos destinos de la nueva temporada: Nueva Delhi, Ho Chi Minh City, Edinburgo, Estambul, Milán, La Costa Azul Francesa y San Francisco. Ya han repetido capítulos de la primera temporada como los de Jerusalén, Ibiza y Barcelona.

## Destinos

### Primera temporada[1]
| Programa  | Fecha de emisión                                                                                | Destino                     | Índice de audiencia |
| --------- | ----------------------------------------------------------------------------------------------- | --------------------------- | ------------------- |
| 01 - 1x01 | Miércoles, 17 de marzo de 2010                                                                  | Tokio, Japón                | 12,4%               |
| 02 - 1x02 | Miércoles, 24 de marzo de 2010 Martes, 2 de noviembre de 2010                                   | Río de Janeiro, Brasil      | 11,2% 6,2%          |
| 03 - 1x03 | Miércoles, 31 de marzo de 2010 Martes, 26 de octubre de 2010                                    | Las Vegas, Estados Unidos   | 11,6% 5,4%          |
| 04 - 1x04 | Miércoles, 7 de abril de 2010                                                                   | Los Ángeles, Estados Unidos | 11,2%               |
| 05 - 1x05 | Miércoles, 14 de abril de 2010 Martes, 9 de noviembre de 2010                                   | Roma, Italia                | 10,5% 6,1%          |
| 06 - 1x06 | Miércoles, 21 de abril de 2010 Viernes, 30 de septiembre de 2011                                | Jerusalén, Israel           | 10,8% 8,6%          |
| 07 - 1x07 | Miércoles, 28 de abril de 2010                                                                  | Londres, Reino Unido        | 11,8%               |
| 08 - 1x08 | Miércoles, 5 de mayo de 2010 Viernes, 21 de octubre de 2011                                     | Pekín, China                | 13,0% 10,4%         |
| 09 - 1x09 | Miércoles, 12 de mayo de 2010                                                                   | Barcelona, España           | 13,8%               |
| 10 - 1x10 | Miércoles, 19 de mayo de 2010                                                                   | Atenas, Grecia              | 9,7%                |
| 11 - 1x11 | Miércoles, 26 de mayo de 2010 Viernes, 7 de octubre de 2011                                     | Singapur                    | 10,6% 9,5%          |
| 12 - 1x12 | Miércoles, 2 de junio de 2010 Martes, 1 de noviembre de 2011                                    | Ámsterdam, Países Bajos     | 11,8% 7,4%          |
| 13 - 1x13 | Miércoles, 9 de junio de 2010 Viernes, 23 de diciembre de 2011                                  | Berlín, Alemania            | 11,0% 9,6%          |
| 14 - 1x14 | Miércoles, 16 de junio de 2010                                                                  | Ciudad del Cabo, Sudáfrica  | 11,0%               |
| 15 - 1x15 | Miércoles, 23 de junio de 2010 Martes, 16 de noviembre de 2010 Viernes, 30 de diciembre de 2011 | Praga, República Checa      | 12,6% 6,4% 10,6%    |
| 16 - 1x16 | Miércoles, 30 de junio de 2010                                                                  | Chicago, Estados Unidos     | 12,1%               |
| 17 - 1x17 | Miércoles, 7 de julio de 2010 Viernes, 6 de enero de 2012                                       | Moscú, Rusia                | 12,4% 8,6%          |
| 18 - 1x18 | Miércoles, 14 de julio de 2010 Lunes, 27 de febrero de 2012                                     | París, Francia              | 10,6% 10,8%         |
| 19 - 1x19 | Miércoles, 21 de julio de 2010 Lunes, 8 de febrero de 2012                                      | Taipéi, Taiwán              | 11,8% 9,4%          |
| 20 - 1x20 | Miércoles, 28 de julio de 2010                                                                  | México, D. F., México       | 12,2%               |
| 21 - 1x21 | Miércoles, 4 de agosto de 2010 Viernes, 11 de noviembre de 2011                                 | Hong Kong                   | 11,2% 7,4%          |
| 22 - 1x22 | Miércoles, 11 de agosto de 2010 Viernes, 9 de diciembre de 2011                                 | Hawái, Estados Unidos       | 12,7% 7,1%          |
| 23 - 1x23 | Miércoles, 18 de agosto de 2010                                                                 | Ibiza, España               | 14,1%               |
| 24 - 1x24 | Miércoles, 1 de septiembre de 2010                                                              | Lisboa, Portugal            | 10,5%               |
| 25 - 1x25 | Miércoles, 8 de septiembre de 2010 Lunes, 5 de marzo de 2012                                    | Bogotá, Colombia            | 10,0% 10,6%         |
| 26 - 1x26 | Miércoles, 15 de septiembre de 2010                                                             | Nueva York, Estados Unidos  | 10,5%               |
| 27 - 1x27 | Martes, 21 de septiembre de 2010 Viernes, 26 de noviembre de 2011                               | Miami, Estados Unidos       | 6,7% 9,0%           |

### Segunda temporada
La segunda temporada se estrenó el viernes 5 de agosto de 2011 a las 22:45, por la pantalla de Telefe.
| Programa  | Fecha de emisión                  | Destino                       | Índice de audiencia |
| --------- | --------------------------------- | ----------------------------- | ------------------- |
| 28 - 2x01 | Viernes, 5 de agosto de 2011      | Nueva Delhi, India            | 12,4%               |
| 29 - 2x02 | Viernes, 12 de agosto de 2011     | Ho Chi Minh City, Vietnam     | 11,3%               |
| 30 - 2x03 | Viernes, 19 de agosto de 2011     | Costa Azul, Francia y Mónaco  | 7,7%                |
| 31 - 2x04 | Viernes, 26 de agosto de 2011     | Salvador de Bahia, Brasil     | 9,8%                |
| 32 - 2x05 | Viernes, 2 de septiembre de 2011  | Estambul, Turquía             | 10,1%               |
| 33 - 2x06 | Viernes, 9 de septiembre de 2011  | Edimburgo, Reino Unido        | 10,5%               |
| 34 - 2x07 | Viernes, 23 de septiembre de 2011 | Milán, Italia                 | 9,0%                |
| 35 - 2x08 | Viernes, 14 de octubre de 2011    | Riviera Maya, México          | 9,7%                |
| 36 - 2x09 | Viernes, 28 de octubre de 2011    | San Francisco, Estados Unidos | 8,7%                |
| 37 - 2x10 | Viernes, 4 de noviembre de 2011   | Costa del Sol, España         | 7,8%                |
| 38 - 2x11 | Viernes, 18 de noviembre de 2011  | La Paz, Bolivia               | 6,9%                |
| 39 - 2x12 | Viernes, 2 de diciembre de 2011   | Madrid, España                | 6,8%                |
| 40 - 2x13 | Viernes, 16 de diciembre de 2011  | São Paulo, Brasil             | 6,1%                |

### Recopilaciones
| Recopilación | Programas               | Fecha de emisión                  | Destino | Índice de audiencia |
| ------------ | ----------------------- | --------------------------------- | --- | ------------------- |
| 1            | 12 1 23 21 13 25 9 8 14 | Martes, 5 de octubre de 2010      | Ámsterdam, Países Bajos Tokio, Japón Ibiza, España Hong Kong Berlín, Alemania Bogotá, Colombia Barcelona, España Pekín, China Ciudad del Cabo, Sudáfrica  | 08,5                |
| 2            | 27 19 6 22 20 26 18 23  | Martes, 19 de octubre de 2010     | Miami, Estados Unidos Taipéi, Taiwán Jerusalén, Israel Hawái, Estados Unidos México, D.F., México Nueva York, Estados Unidos París, Francia Ibiza, España | 07,6                |
| 3            | 23 9                    | Viernes, 16 de septiembre de 2011 | Ibiza, España Barcelona, España | 10,4                |

### Mayor cantidad de destinos
No incluye recopilaciones, ni repeticiones.

#### Por continente
| Continente | N° de destinos | Ciudades o regiones |
| ---------- | -------------- | --- |
| Europa     | 17             | Roma, Londres, Barcelona, Atenas, Ámsterdam, Berlín, Praga, Moscú, París, Ibiza, Lisboa, Costa Azul, Estambul, Edimburgo, Milán, Costa del Sol, Madrid.     |
| América    | 13             | Río de Janeiro, Las Vegas, Los Ángeles, Chicago, México, D.F., Bogotá, Nueva York, Miami, Salvador de Bahia, Riviera Maya, San Francisco, La Paz, São Paulo |
| Asia       | 9              | Tokio, Jerusalén, Pekín, Singapur, Taipéi, Hong Kong, Nueva Delhi, Ho Chi Minh City, Estambul.                                                              |
| África     | 1              | Ciudad del Cabo. |
| Oceanía    | 1              | Hawái. |

#### Por país
| País            | N° de destinos | Ciudades o regiones                                                      |
| --------------- | -------------- | ------------------------------------------------------------------------ |
| Estados Unidos  | 7              | Las Vegas, Los Ángeles, Chicago, Hawái, Nueva York, Miami, San Francisco |
| España          | 4              | Barcelona, Ibiza, Costa del Sol, Madrid                                  |
| Brasil          | 3              | Río de Janeiro, Salvador de Bahia, São Paulo                             |
| China           | 2              | Pekín, Hong Kong                                                         |
| Francia         | 2              | París, Costa azul                                                        |
| Italia          | 2              | Roma, Milán                                                              |
| México          | 2              | México, D.F., Riviera Maya                                               |
| Reino Unido     | 2              | Londres, Edimburgo                                                       |
| Alemania        | 1              | Berlín                                                                   |
| Bolivia         | 1              | La Paz                                                                   |
| Colombia        | 1              | Bogotá                                                                   |
| Grecia          | 1              | Atenas                                                                   |
| India           | 1              | Nueva Delhi                                                              |
| Israel          | 1              | Jerusalén                                                                |
| Japón           | 1              | Tokio                                                                    |
| Mónaco          | 1              | Costa azul                                                               |
| Países Bajos    | 1              | Ámsterdam                                                                |
| Portugal        | 1              | Lisboa                                                                   |
| República Checa | 1              | Praga                                                                    |
| Rusia           | 1              | Moscú                                                                    |
| Taiwán          | 1              | Taipéi                                                                   |
| Singapur        | 1              | Singapur                                                                 |
| Sudáfrica       | 1              | Ciudad del Cabo                                                          |
| Turquía         | 1              | Estambul                                                                 |
| Vietnam         | 1              | Ho Chi Minh City                                                         |

## Versiones extranjeras
| País     | Nombre                                         | Estreno             | Cadena            |
| -------- | ---------------------------------------------- | ------------------- | ----------------- |
| España   | Españoles en el mundo                          | febrero de 2009     | New Atlantis/RTVE |
| Brasil   | Classe Turista: O Mundo Segundo os Brasileiros | 4 de enero de 2011  | Band              |
| Chile    | Clase turista: el mundo según los chilenos     | 9 de enero de 2011  | TVN               |
| México   | Mexicanos en el extranjero                     | 24 de julio de 2012 | Canal Once        |
| Portugal | Portugueses pelo Mundo                         | 19 de junio de 2011 | RTP1              |